# آرثر د. فيرجسون
كان آرثر د. فيرجسون، الحاصل على زمالة الجمعية الملكية للطوابع (1869 - 24 مايو 1928)، مصرفيًا في بنك غيانا البريطانية وجامع طوابع وقع على قائمة رابطة هواة جمع الطوابع المتميزين عام 1923. كان فيرجسون خبيرًا في طوابع غيانا البريطانية، وكتب عنها في مجلة هواة جمع الطوابع في غيانا البريطانية. كان مؤسسًا (1903) وأمينًا عامًا لجمعية هواة جمع الطوابع في غيانا البريطانية.

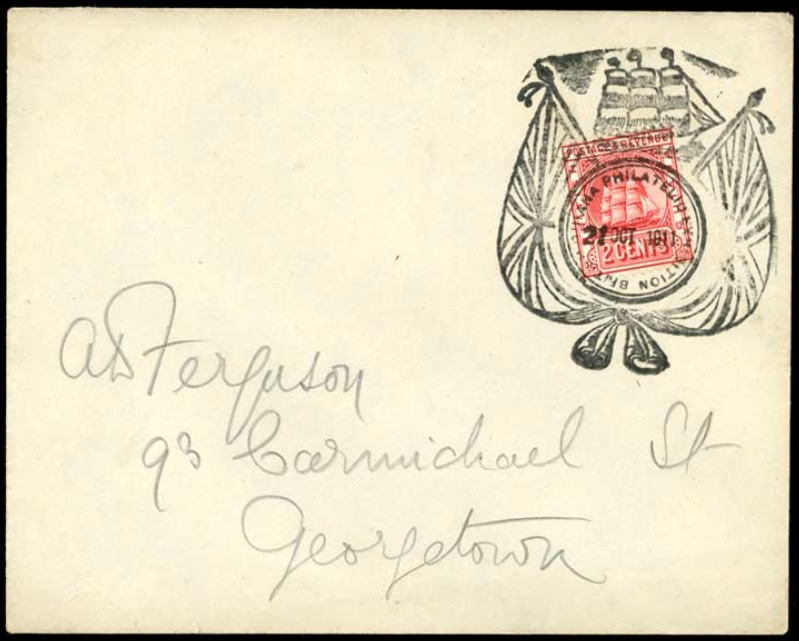
غلاف موجه إلى آرثر فيرجسون، 1911، يحمل طابعًا بقيمة 2 سنت مع ختم تذكاري لمعرض الطوابع البريدية يستخدم هذا اليوم في مكتبة كارنيجي المجانية، جورج تاون.

كان زميلًا غير مقيم في المعهد الملكي للاستعمار، المعروف الآن باسم الجمعية الملكية للكومنولث، وانتُخب عام 1909.